# کالاهرا د بئدو
کالاهرا د بئدو (به اسپانیایی: Calahorra de Boedo) یک شهرستان در اسپانیا است که در استان پالنسیا واقع شده‌است.

## خصوصیات
کالاهرا د بئدو ۱۷ کیلومترمربع مساحت و ۱۲۵ نفر جمعیت دارد.